# ŽRK Zaprešić

Ženski rukometni klub Zaprešić (ŽRK Zaprešić; Zaprešić) je ženski rukometni klub iz Zaprešića, Zagrebačka županija. U sezoni 2018./19. klub nastupa u 2. HRL - Zapad. 

## O klubu
Klub je osnovan 1955. godine u sklupu Društva za tjelesni odgoj (DTO) "Partizan", te je u početku koristio ime "Partizan", a kasnije se osamostaljuje u zaseban klub ŽRK "Zaprešić". Do raspada SFRJ, klub nije postizao zapaženije rezultate. 
 
Osamostaljenjem Hrvatske, klub počinje s natjecanjem u 2. HRL u sezoni 1992./93. te ulaze u 1. B ligu - Sjever i mijenjaju ime prema sponzoru u Karbon. U prvoj seuoni su prvakinje lige i ulaze u 1. A ligu za sezonu 1994./95., u kojoj osvajaju 4. mjesto. U 1. A ligi igraju do sezone 1997./98., u kojoj vraćaju ime "Zaprešić" i ispadaju u 1. B ligu. U sezonama 1995./96. i 1996./97. je "Karbon" sudjelovao u europskim klupskim najecanjima. 
 
Od sezone 1999./2000. je "Zaprešić" sudionik 2. HRL i 3. HRL. Od sezone 2005./06. klub se naziva "Izgradnja Zaprešić", prema sponzoru. Izgradnja je u sezoni 2008./09. prvak 2. HRL - Zapad i ulazi u Prvu ligu, iz koje istupaju tijekom sezone 2010./11. 
2011. godine ponovno se vraća naziv "Zaprešić" i klub nastavlja s natjecanjem u 2. HRL - Zapad. 

## Uspjesi
1. B HRL
- prvakinje: 1993./94. (Sjever)

2. HRL
- prvakinje: 1992./93. (Sjever), 2008./09. (Zapad)

3. HRL
- prvakinje: 2006./07. (Središte)

## Unutrašnje poveznice
- Zaprešić
- RK Zaprešić
- MRK Zaprešić

## Vanjske poveznice
- zrk-zapresic.hr - službene stranice
- Žrk Zaprešić, facebook stranica
- eurohandball.com, "Karbon"  Zapresic[neaktivna poveznica]
- furkisport.hr/hrs, Zaprešić, natjecanja po sezonama
- furkisport.hr/hrs, Izgradnja Zaprešić, natjecanja po sezonama
- sportilus.com, Ženski rukometni klub Zaprešić
- rszz.info - Rukometni savez Zagrebačke županije, Ženski rukometni klub ZAPREŠIĆ